# Miasto Novska
Miasto Novska (chorw. Grad Novska) – jednostka administracyjna w Chorwacji, w żupanii sisacko-moslawińskiej. W 2011 roku liczyła 13 518 mieszkańców.